# Villa nivearia
Villa nivearia är en tvåvingeart som beskrevs av Hesse 1956. Villa nivearia ingår i släktet Villa och familjen svävflugor.
Artens utbredningsområde är Namibia. Inga underarter finns listade i Catalogue of Life.